# Summer Beach
「Summer Beach」（サマー・ビーチ）は、岡田有希子の5枚目のシングルである。1985年4月17日、キャニオン・レコード（現：ポニーキャニオン）から発売された。

## 再発売
デビュー40年後の2024年4月20日、12インチアナログレコードで再発売（規格品番：PCJA 00134）された。また、ミュージックビデオも新たに制作され、同年3月23日にYouTube「岡田有希子ポニーキャニオン」公式チャンネル」で公開された。

## 収録曲
1. Summer Beach
  - 作詞・作曲：尾崎亜美、編曲：松任谷正隆
  - グリコ協同乳業（現・グリコ乳業）「グリコ・カフェゼリー」CMソング
2. 星と夜と恋人たち
  - 作詞：吉沢久美子、作曲：MAYUMI、編曲：松任谷正隆